# Micaidelia
Micaidelia – wymarły rodzaj owadów z rzędu Paoliida i rodziny Paoliidae, obejmujący tylko jeden znany gatunek: Micaidelia minutissima.
Rodzaj i gatunek opisany został w 2004 roku przez Daniła Aristowa. Autor zaliczył ten takson do rzędu świerszczokaraczanów i rodziny Ideliidae i tak jest klasyfikowany w Grylloblattodea Species File, jednak w 2014 roku Jakub Prokop i współpracownicy przenieśli go do rodziny Paoliidae w ramach rewizji rzędu Paoliida. Owad ten znany jest z pojedynczej skamieniałości niekompletnego przedniego skrzydła, odnalezionej w formacji Koszelewka, w rosyjskiej Czekaradzie i pochodzącej z piętra kunguru w permie.
Owad ten miał wydłużone przednie skrzydło długości około 15 mm, o prostym przednim brzegu i szerokim polu kostalnym, poprzecinanym przednimi, pojedynczymi jak i rozdwojonymi odgałęzieniami żyłki subkostalnej. Żyłka radialna była prosta. Rozgałęzienie żyłki medialnej znajdowało się pomiędzy położoną w połowie długości skrzydła nasadą sektora radialnego a punktem podziału przedniej żyłkami kubitalnej na dwie odnogi. Występowały 3 żyłki analne i prosta żyłka postkubitalna.